# Dezider Kostka
Dezider Kostka (11 novembre 1913 – 22 agosto 1986) è stato un calciatore slovacco.